# Krasnyj Profintiern
Krasnyj Profintiern (ros. Красный Профинтерн) – przystanek kolejowy w miejscowości Briańsk, w obwodzie briańskim, w Rosji. Położony jest na linii Briańsk – Smoleńsk.